# 隆納·雷根總統國際外訪
美國第40任總統隆納·雷根自1981年1月20日上任以來，已經有過25趟國際旅行，共前往26個國家。

## 總計
他曾去過的國家訪問次數如下：
- 一次：巴貝多、巴西、中華人民共和國、哥倫比亞、哥斯達黎加、芬蘭、格瑞那達、洪都拉斯、冰島、牙買加、葡萄牙、南韓、蘇聯、西班牙、瑞士。

雷根總統造訪過的國家：
一次
兩次
三次
四次
五次
六次
美國

- 兩次：比利時、義大利、日本和梵蒂岡。
- 三次：英國。
- 四次：法國。
- 五次：加拿大。
- 六次：墨西哥、西德。